# Bobla
Bobla è un comune dell'Azerbaigian situato nel distretto di Lerik. Conta una popolazione di 490 abitanti.